# Slavskij rajon
Lo Slavskij rajon (in russo Славский район?) è un rajon dell'Oblast' di Kaliningrad, nella Russia europea; il capoluogo è Slavsk.